# 5779 Schupmann
Az 5779 Schupmann (ideiglenes jelöléssel 1990 BC1) a Naprendszer kisbolygóövében található aszteroida. Ueda Szeidzsi és Kaneda Hirosi fedezte fel 1990. január 23-án.